# Mejora de los diamantes
Se denominan mejoras de los diamantes a varios tratamientos específicos, realizados en diamantes naturales (por lo general ya cortados y pulidos en piedras preciosas), diseñados para mejorar alguna de las características gemológicas, y por lo tanto su valor. Estos tratamientos incluyen mejoras en la claridad como: láser para eliminar las inclusiones, la aplicación de selladores en las fisuras, tratamientos para mejorar el grado de color de un diamante blanco y tratamientos para dar un color especial a un diamante de color blanco o poco colorido.
La CIBJO así como las agencias estatales, como la Comisión Federal de Comercio Estados Unidos requieren explícitamente informar sobre los tratamientos realizados a los diamantes en el momento de la venta. Algunos tratamientos, especialmente los aplicados para mejorar la claridad, siguen siendo muy controvertidos dentro de la industria - esto se debe a la noción tradicional de que el diamante tiene un único o "sagrado" lugar entre las piedras preciosas, y no debe ser entendido de manera radical, si por ninguna otra razón que un miedo de dañar la confianza del consumidor.
Los diamantes tratados por lo general experimentas una importante reducción en su valor respecto al valor de los diamantes no tratados. Esto es debido a varios factores, incluyendo la escasez relativa - un número mucho mayor de piedras pueden ser tratados para alcanzar la calidad gema que se encuentran naturalmente en un estado de calidad gema - y la potencial no permanencia de los diversos tratamientos. Por lo tanto, es raro ver a un diamante con buenas características generales gemológicas someterse a tratamiento. Los diamantes elegidos para el tratamiento suelen ser los que de otra manera sería difícil vender como gema, con inclusiones o fracturas que notablemente le restan valor a la belleza del diamante, incluso al ojo de observadores casuales. En estos casos, la pérdida de valor debido al tratamiento del diamante es compensado por el valor añadido por la mitigación de los defectos obvios.

## Mejoras de la claridad
La claridad o pureza de un diamante - la gravedad relativa o aparente de las fallas dentro de la piedra - tiene, al igual que el otro "cuatro C", una fuerte influencia sobre la evaluación del valor de un diamante. Las fallas más comunes, o inclusiones, vistas en los diamantes son las fracturas (comúnmente llamado plumas, debido a su apariencia blanquecina de plumas), y sólidos cristalinos extraños dentro del diamante, tales como granate, diópsido, o incluso otros diamantes. El tamaño, color, y la posición de las inclusiones puede reducir el valor de un diamante, especialmente cuando otras características gemológicas son buenas. Los que preparan los diamantes para su venta a veces optan por reducir el impacto visual de las inclusiones a través de uno o varios tratamientos.

### Taladrado con láser
Gracias a la combustibilidad de los diamantes se han desarrollado técnicas de perforación con láser que, en una escala microscópica, son capaces de atacar selectivamente y, o bien eliminar o reducir significativamente la visibilidad de cristal o de óxido de hierro inclusiones fractura manchados. Los diamantes han sido perforados con láser por lo menos desde mediados de la década de 1980. El perforado por láser, suele ir seguido de un rellenado con vidrio.
El proceso de perforación emplea un láser infrarrojos (longitud de onda de aproximadamente 1060 nm) para perforar agujeros muy finos (de menos de 0,2 milímetros hasta 0,005 de diámetro) en un diamante para crear una vía de acceso la inclusión. Debido a que el diamante es transparente a la longitud de onda del haz de láser, se aplica a la superficie del diamante un recubrimiento de carbono amorfo u otra sustancia absorbente de energía para iniciar el proceso de perforación. El láser quema un tubo estrecho hasta la inclusión. Una vez que el taladro alcanza al cristal incluido, el diamante se sumerge en ácido sulfúrico para disolver el cristal o el óxido de hierro, aprovechando que el diamante no es soluble en ácido sulfúrico. Este proceso no es eficaz para las inclusiones que son también diamantes.
Se pueden eliminar varias inclusiones del mismo diamante. Pero bajo inspección microscópica los agujeros finos son fácilmente detectables. Ellos son blanquecinos y más o menos rectos, aunque pueden cambiar de dirección un poco, y con frecuencia se describe como apariencia de "arruga". A la luz reflejada, los agujeros que alcanzan la superficie pueden ser vistos como círculos oscuros en las facetas del diamante. El material de diamante eliminado durante el proceso de perforación se destruye, y con frecuencia se sustituye con relleno de vidrio, utilizando técnicas de llenado de fracturas descritas a continuación.

### Relleno de fracturas
Aproximadamente al mismo tiempo que se desarrolló la técnica de perforación por láser, se inició la investigación de relleno de fracturas de diamantes para ocultar sus defectos. El rellenado de diamante con vidrio a menudo sigue a la perforación por láser y disolución con ácido aguafuerte de inclusiones, aunque si las fracturas son superficiales, puede no ser necesario realizar una perforación. Este proceso, que implica el uso de vidrios especialmente formulados con un índice de refracción que se aproxime al del diamante, fue ideado por Zvi Yehuda en Ramat Gan, Israel. Ahora se emplea Yehuda como nombre de marca de los diamantes tratados de esta manera, y el proceso parece haber cambiado muy poco desde su creación. Koss y Schechter, otra empresa con sede en Israel, en la década de 1990, trató de modificar el proceso de Yehuda mediante el empleo de cristales a base de halógenos, pero sin éxito. Los detalles del proceso de Yehuda se mantienen en secreto, pero se informó que el relleno utilizado es vidrio de oxicloruro de plomo, que tiene un relativamente bajo punto de fusión. La empresa Dialase, con sede en Nueva York, también trata diamantes a través de un proceso basado en el de Jehuda, se cree que utiliza vidrio de oxicloruro de plomo-bismuto.
Un gemólogo entrenado, por lo general, puede detectar con un microscopio la presencia de fracturas en los diamantes rellenas de vidrio: los signos más evidentes - aparte de la superficie alcance perforaciones y fracturas asociadas con diamantes perforados - son las burbujas de aire y las líneas de flujo dentro del vaso, que son características que nunca aparecen en diamantes sin tratar. Más llamativo es el llamado "efecto flash": destellos de color que se ven cuando un diamante con una fractura rellenada se hace girar. El color de estos destellos varia de un azul eléctrico o morado a un color naranja o amarillo, dependiendo de las condiciones de iluminación (campo de luz y de campo oscuro, respectivamente). Los destellos se ven mejor con el campo de visión casi paralelo al plano de la fractura rellenada. En los diamantes de colores intensos el efecto del flash pueden perderse si el examen es inferior a fondo, como el color del cuerpo de la piedra oculta una o más de los colores de flash. Por ejemplo, los diamantes de color "champagne", marrón oscuro, los destellos de color amarillo anaranjado se ocultó, dejando solo los destellos azul o púrpura a la vista. Una última característica, pero importante de fracturas rellenas es el color del cristal en sí mismo: es a menudo un color amarillento a marrón, y además de ser muy visible en la luz transmitida, esto puede afectar significativamente el color general del diamante. De hecho, no es raro que un diamante baje una nota de color entera después del relleno de la fractura. Por esta razón el relleno de fracturas normalmente solo se aplica a piedras cuyo tamaño es lo suficientemente grande como para justificar el tratamiento: sin embargo, se han rellenado piedras de tan solo 0,20 quilates (4 mm).
El relleno de fracturas de diamante es un tratamiento polémico dentro de la industria - y cada vez más entre el público - debido a su carácter radical y permanente. El vidrio de relleno se funde a una temperatura tan baja (1.400 °C o 1670 K) que fácilmente se "suda" de un diamante bajo el calor de la antorcha de un joyero, por lo que una reparación de joyería de rutina puede conducir a una degradación completa de la claridad o en alguna casos rotura, sobre todo si el joyero no tiene conocimiento del tratamiento. Del mismo modo, un diamante con una fractura rellenada colocado en un limpiador de ultrasonidos puede no sobrevivir intacto.
Cabe destacar que los laboratorios gemológicos más importantes, entre ellos el influyente Instituto Gemológico de América, se niegan a emitir certificados para diamantes con rellenos de fractura. Los laboratorios que certifican hacer estos diamantes puede hacer que cualquier discutibles los beneficios del tratamiento al hacer caso omiso aparente claridad y en lugar de asignar una calificación del diamante que refleja su estado original, pretratamiento claridad.

## Mejoras del color
En general, existen tres métodos principales para alterar artificialmente el color de un diamante: la irradiación de alta energía partículas subatómicas; la aplicación de películas delgadas o recubrimientos, y la aplicación combinada de alta presión y alta temperatura (HPHT). Sin embargo, existe evidencia de que el relleno de la fractura no solo se utiliza para mejorar la claridad, sino que se puede utilizar con el único propósito de cambiar el color a uno más deseable.
Los dos primeros métodos solo puede modificar el color, por lo general para convertir un fuera de serie de color del Cabo de piedra (ver propiedades de los materiales de diamante: Composición y color ) en un más deseable de fantasía de color piedra. Debido a que algunos métodos de irradiación producir solamente una delgada "piel" de color, se aplican a los diamantes que ya están cortadas y pulidas. A la inversa, el tratamiento HPHT se utiliza para modificar y eliminar el color ya sea de corte en bruto o diamantes, pero solo ciertos diamantes son tratables de esta manera. Los tratamientos de irradiación y de HPHT suelen ser permanentes en la medida en que no se revierten en las condiciones normales de uso de joyas, mientras que las películas delgadas no son permanentes.

### Irradiación

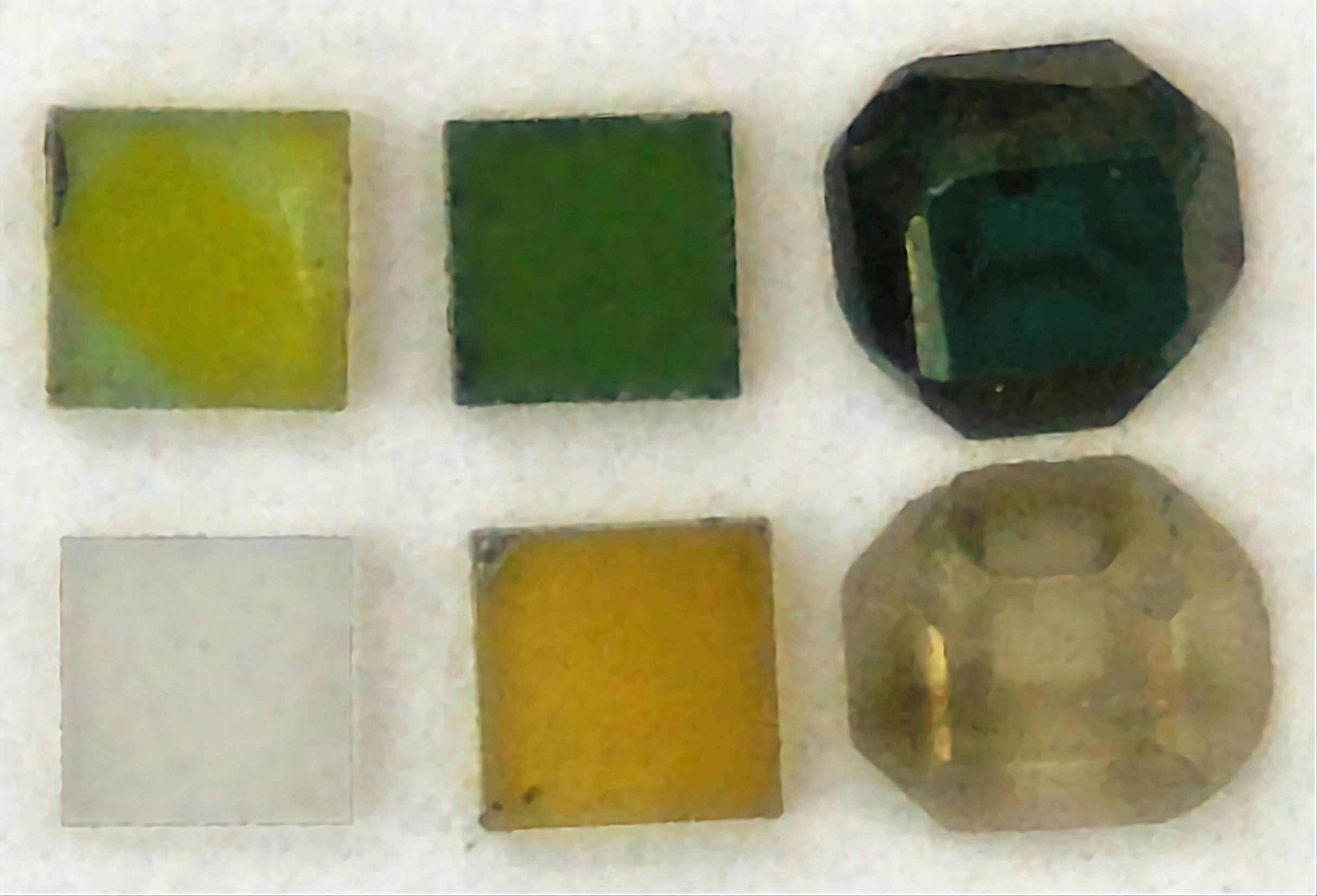
Diamantes puros, antes y después de la irradiación y recocido. En sentido horario tenemos empezando abajo a la izquierda: 1) (inicial 2 × 2 mm) 2-4) irradiados por diferentes dosis de electrones de 2 MeV 5-6) irradiados con dosis diferentes y recocido a 800 °C.

Sir William Crookes, un experto en gemas, así como químico y físico, fue el primero en descubrir los efectos de radiación en el color de los diamantes, cuando en 1904 llevó a cabo una serie de experimentos con sales de radio. Un diamante recubierto con sales de radio se volvió lentamente de color verde oscuro; este color se encontró localizado en parches, y no penetrar más allá de la superficie de la piedra. La coloración estaba causada por las partículas alfa emitidas por el radio. Desafortunadamente el tratamiento también dejó el diamante muy radiactivo, hasta el punto de ser inservibles. Un diamante octaedro así tratado fue donado por Crookes al Museo Británico en 1914, donde permanece hoy en día: no ha perdido ni su color ni la radiactividad.
En la actualidad se emplea cuatro métodos para irradiar los diamantes de manera segura: bombardeo mediante protones y deuterones a obtenidos con un ciclotrón, de rayos gamma debidos a la exposición a una fuente de cobalto-60; bombardeo de neutrones de un reactor nuclear, y de electrones acelerados mediante un generador de Van de Graaff. Estas partículas físicas de alta energía alterar la estructura cristalina del diamante, desplazando átomos de carbono fuera de lugar y generando de centros de color. Los diamantes irradiados después del tratamiento son de un color verde, negro o azul pero la mayoría son recocidas a modificar aún más su color en tonos brillantes de amarillo, naranja, marrón o rosa. El proceso de recocido aumenta la movilidad de los átomos de carbono individuales, permitiendo que algunos de los defectos en la red creados durante la irradiación que debe corregirse. El color final depende de la composición del diamante y la temperatura y la duración del recocido.
Los diamantes tratados con un ciclotrón tienen un color verde a azul-verde limitado a la capa superficial: si más tarde son recocidos a 800 °C adquieren un color amarillo o naranja. Se mantienen radiactivos durante solo unas pocas horas después del tratamiento, y debido a la naturaleza direccional del tratamiento y al corte de la piedra, el color se imparte en zonas discretas. Si la piedra recibe el haz por el pabellón (parte posterior), un característico "paraguas" de color más oscuro se ve a través de la corona (parte superior) de la piedra. Si la piedra recibe el haz a través de la corona, un anillo oscuro se ve alrededor de la cintura (RIM). Las piedras tratadas desde un lado tendrá una media de color más profundo que el otro. El tratamiento mediante ciclotrón es ahora poco común.
El tratamiento con rayos gamma también es poco común, porque es el método de irradiación más seguro y barato, el éxito del tratamiento puede tardar varios meses. El color producido es de un azul a azul-verde que penetra en toda la piedra. Tales diamantes no son recocidas. El color azul a veces, puede acercarse a la de los diamantes naturales de tipo IIb, pero los dos se distinguen por este último propiedades semiconductoras. Como con la mayoría de los diamantes irradiados, la mayoría de tratados con rayos-gamma diamantes fueron originalmente teñido amarillo; el azul es generalmente modificado por este tinte, resultando en un molde verdoso perceptible.
Los dos métodos más comunes son la irradiación de neutrones y el bombardeo de electrones. El tratamiento con neutrones produce un color verde a negro que penetra toda la piedra, mientras que el tratamiento por electrones produce un color azul, verde-azul, verde o que solo penetra aproximadamente 1 milímetro de profundidad. El recocido de estas piedras (500 a 900 °C durante neutrones bombardeados piedras y desde 500 hasta 1.200 °C durante electrones bombardean piedras) produce colores naranja, amarillo, marrón o rosa. Las piedras azul a azul-verde que no son recocidas se separan de las piedras naturales de la misma manera como piedras tratados con rayos gamma.
Antes de recocido, casi todos los diamantes irradiados poseen un característico espectro de absorción que consiste en una línea muy fina en el extremo de color rojo, a 741 nm - esto se conoce como la línea de GR1 y se considera generalmente como un fuerte indicador de tratamiento. Después de recocido por lo general se destruye esta línea, pero se crea otras nuevas, la más persistente de ellas es a 595 nm.
Cabe señalar que algunos diamantes irradiados son completamente naturales. Un ejemplo famoso es el diamante Verde de Dresde. En estas piedras naturales del color es impartida por "quemaduras por radiación" en forma de pequeñas manchas, por lo general solo superficial, como es el caso de los diamantes tratados con radio. Por supuesto los diamantes irradiados también poseen la línea GR1. El diamante irradiado conocido más grande es el Deepdene.

### Recubrimiento
La aplicación de papel de aluminio de colores en pabellón (la superficie de detrás) de las piedras preciosas era una práctica común durante la época georgiana y la victoriana, fue el primer tratamiento - aparte de la corte y pulido - aplicado a los diamantes. Un diamante de baja calidad se montan en la configuración de la joyería cerrada de la espalda, lo que puede hacer su detección difícil. Cuando se observa bajo ampliación, se ven a menudo áreas en las que la lámina se ha levantado en copos o separado, la humedad que ha entrado entre la piedra y papel de aluminio también causan la degradación y color desigual. Debido a su antigüedad, la presencia este método en joyería antigua no redundará en detrimento de su valor.
En la actualidad, se han desarrollados revestimientos de superficie más sofisticados. Los cuales incluyen tintes de color azul-violeta y películas pulverizadas al vacío se asemejan a las de fluoruro de magnesio en el revestimiento de las lentes de las cámara. Estos recubrimientos efectivamente blanquear el color aparente de un diamante de color amarillo, ya que los dos colores son complementarios y se anulan entre sí. Por lo general, solo se aplica al pabellón o de la región cinto de diamante, estos recubrimientos se encuentran entre los tratamientos más difíciles de detectar. Mientras que los tintes se puede quitar fácilmente con agua caliente o alcohol, las películas por pulverización al vacío requieren de un baño en ácido sulfúrico para eliminarla. Las películas se pueden detectar observando a gran aumento por la presencia de zonas donde han quedado atrapadas burbujas de aire, y por zonas desgastadas donde el recubrimiento ha sido rascado. Estos tratamientos se consideran fraudulentos, a menos que se indiquen.
Otro tratamiento de revestimiento se aplica una delgada película de diamante sintético a la superficie de una imitación de diamante. Esto da a la imitación del diamante ciertas características de un diamante real, incluyendo una mayor resistencia al desgaste y rayado, conductividad térmica mayor, y menor conductividad eléctrica. Aunque la resistencia al desgaste es un objetivo legítimo de esta técnica, algunos la emplean para hacer simuladores del diamante más difícil de detectar por medios convencionales, que pueden ser fraudulenta si se intenta hacer pasar un diamante simulado como real.

### Tratamiento de alta presión y alta temperatura
En el tratamiento de alta presión y alta temperatura, HPHT, se emplean presiones de hasta 70.000 atmósferas y temperaturas de hasta 2.000 °C. Este método se emplea para generar diamantes sintéticos.  En 1999 General Electric empezó a utilizar el proceso para mejorar los diamantes. Un pequeño número de piedras que poseen un color marrón puede mejorar su color significativamente aligerado o eliminado por completo mediante tratamiento HPHT, o, dependiendo del tipo de diamante, mejorar el color existente a una saturación más deseable. Los diamantes tratados para convertirse en incoloro deben ser del tipo IIa y su color deberse a defectos estructurales que surgieron durante crecimiento cristalino, conocido como deformación plástica, en lugar de intersticiales de impurezas de nitrógeno como es el caso en la mayoría de los diamantes con color marrón. El tratamiento HPHT se cree que reparar estas deformaciones y, por tanto blanquea la piedra. (Algunos investigadores sostienen que el blanqueamiento es debido a la destrucción de las agrupaciones de vacantes estables). Los diamantes Tipo Ia, que tienen impurezas de nitrógeno presentes en los grupos que normalmente no afectan el color del cuerpo, también puede alterar su color mediante HPHT. Algunos diamantes sintéticos también han recibido tratamiento HPHT para alterar sus propiedades ópticas y por lo tanto que sean más difíciles de diferenciar de los diamantes naturales. 
También en 1999, Novatek, en Provo, UT fabricante de diamantes industriales conocidos por sus avances en la síntesis del diamante, descubrió por casualidad que el color de los diamantes podrían ser modificados por el proceso de HPHT. La empresa formada NovaDiamond, Inc. para comercializar el proceso. Mediante la aplicación de calor y presión a las piedras naturales, Nova Diamond podría convertirse diamantes marones Tipo I en amarillo claro, amarillo verdoso o verde amarillento; mejorar diamantes amarillentos Tipo IIa varios grados de color, incluso llegar al blanco, intensificar el color amarillo de diamantes tipo I y convertir algún tipo de gris azulado tipo I o IIb en incoloro  (aunque en algunos casos diamantes naturales grises azuladas son más valiosos dejado solo, como el azul es un color muy deseado). En 2001, sin embargo, Nova Diamond dejó el negocio de las gema HPHT por las prácticas clandestinas de los concesionarios. Al parecer, concesionarios hacían pasar gemas mejoradas por Nova Diamond como de color natural, y la empresa se negó a formar parte de este engaño.
Para la identificación definitiva de piedras tratadas con HPHT se necesita laboratorios gemológicos bien equipados, donde mediante espectroscopia de transformada de Fourier (FTIR) y espectroscopia Raman se analiza la absorción visible e infrarroja de los diamantes sospechosos para detectar líneas características de absorción, indicadores de exposición a alta temperaturas. Las características indicadoras bajo el microscopio son: granulado interna (tipo IIa); plumas parcialmente curadas, con aspecto brumoso, grietas negras que rodean las inclusiones, y cuentas una faja o esmerilado. Los diamantes tratados para separar el color de General Electric se dan las inscripciones láser en sus fajas: estas inscripciones leer "GE POL", con "POL": la de Pegasus Overseas Ltd, una firma asociada. Pero es posible pulir esta inscripción de distancia, por lo que su ausencia no puede ser un signo de confianza de color natural. A pesar de que es permanente, el tratamiento HPHT debe darse a conocer al comprador en el momento de la venta.